# Zotton de Bénévent
Zotton est un chef militaire lombard de la seconde moitié du VIe siècle, un « duc » (du latin « dux ») fondateur du duché lombard de Bénévent en 570,  

## Biographie
Zotton, un chef païen, était l'un des compagnons d'Alboïn. Tandis que le fondateur de la monarchie des Lombards en Italie affermissait son autorité dans la partie supérieure de cette contrée (Italie continentale ; vallée du Pô/Padanie), Zotton, avec les plus aventureux de ses compatriotes, pénétra au-delà de Rome.
Avec ses troupes, il pénètre en Campanie en août 570, affronte les Byzantins qu'il repousse, et fixe son campement à Beneventum, cité qui devient dès lors la capitale de ce nouveau duché lombard dont il est le premier duc, plus ou moins autonome par rapport au pouvoir royal lombard.
Il conquit la région de Bénévent et étendit son pouvoir dans les provinces qui formèrent ensuite le royaume de Naples. On assigne l'année 571 pour le commencement de cette expédition. Il tente en vain de prendre la ville de Naples et doit lever le siège de la ville (581).
le « Chronicon Salernitanum » attribue  à Zotton un règne de vingt ans, pendant lequel il fut toujours en guerre avec les Grecs. Se comportant en duc quasi indépendant par rapport au roi des Lombards Cleph (qui siège dans le nord de la péninsule italienne), puis par rapport au roi Authari, il doit finalement se soumettre à lui en 589, probablement lors de la grande expédition du roi à travers la péninsule qui le mena jusqu'à Reggio Calabria.
Mais son histoire, à l'époque même de son expédition, est enveloppée de beaucoup d'obscurité. Il meurt en 591 et Agilulf, roi des Lombards, lui donne pour successeur Arigis, son neveu.

## Sources
- « Zotton de Bénévent », dans Louis-Gabriel Michaud, Biographie universelle ancienne et moderne : histoire par ordre alphabétique de la vie publique et privée de tous les hommes avec la collaboration de plus de 300 savants et littérateurs français ou étrangers, 2e édition, 1843-1865 [détail de l’édition]
- Gianluigi Barni La conquête de l'Italie par les Lombards VIe siècle les événements. Le Mémorial des Siècles Editions Albin Michel Paris (1975)  (ISBN 2226000712).
- Paul Diacre, Histoire des Lombards vers 784/799